# 滋賀県看護協会
公益社団法人滋賀県看護協会（こうえきしゃだんほうじんしがけんかんごきょうかい、英称：Shiga Nurses Association）は、滋賀県知事所管の滋賀県の保健師、助産師、看護師、准看護師を会員とする公益社団法人。法人番号は「8160005008346」。

## 沿革
- 1948年（昭和23年） - 日本助産婦・看護婦・保健婦会滋賀県支部を設立。
- 1952年（昭和27年） - 社団法人滋賀県看護協会へ改組。
- 1990年（平成02年）10月 - 国際助産師連盟（ICM）神戸大会の国際評議会で、5月5日を「国際助産師の日」とすることを決定。1992年5月5日を最初の「国際助産師の日」とした啓もう日となる。
- 1990年（平成02年）12月 - 『看護の日』（看護週間）制定、翌年より「国際看護師の日」でもある5月12日が啓もう日となる。
- 2013年（平成25年）- 公益社団法人滋賀県看護協会へ移行。
- 2022年（令和04年） - 法人化創設70周年を迎える。

## 本部所在地
〒525-0032 滋賀県草津市大路二丁目11番51号